# Személyes isten
A személyes isten vagy istennő olyan istenség, aki megszemélyesített, azaz egy személyhez köthető, szemben egy olyan „személytelen erővel”, mint például az Abszolút. 

## Ábrahámi vallások
Az ábrahámi vallások szent irataiban Istent személyként jelenítik meg, aki beszél és érzelmeket, például haragot, utálatot vagy szeretet fejez ki, azaz gyakran antropomorf formában jelenik meg.  
A kereszténységgel és a bahaiizmussal kapcsolatban a „személyes isten” kifejezés Isten személyként való megtestesülésére is utal.

### Biblia
Mózes könyveiben például Isten beszél prófétáival és oktatja őket, akik úgy ábrázolják őt, mint aki akarattal, érzelmekkel (például harag, gyász és boldogság), szándékkal és más, az emberi személyre jellemző tulajdonságokkal rendelkezik.
Ez az isten igen féltékeny, időnként nagyon megharagszik és megutálja a saját népét, más népekkel egyetemben, ezért csapásokat küld, vagy megbán bizonyos dolgokat.

### Judaizmus
Annak ellenére, hogy a héber Bibliában utalások vannak Isten emberszerű tulajdonságaira, (például hogy az Édenkertben sétál és az első emberpárral beszélget), a mai zsidóság úgy véli, hogy ezek csak ókori irodalmi kifejezések. Bár a Szentírásban és a Talmudban sok helyen beszélnek Isten testének különböző részeiről (Isten keze, szeme, füle, szárnyai stb.), a mai judaizmus határozottan állítja, hogy Istennek nincs teste és nem lehet tulajdonságokkal leírni. Bármilyen kísérlet arra, hogy attribútumokat tulajdonítsanak neki, csupán az ember tökéletlen kísérlete a végtelen megértésére.

### Kereszténység
A fő áramlatú kereszténységben Jézust (vagy Fiú Istent) és Atyaistent egy háromság két tagjának tartják. 
Úgy gondolják, hogy Jézus ugyanabból az ousiából (vagy anyagból) származik, mint az Atyaisten. Ez a keresztény Isten három hiposztázisban (vagy személyben) nyilvánul meg: az Atya, a Fiú és a Szentlélek. Az, hogy a Szentlélek személytelen vagy személyes isten, a pneumatológia vitatott kérdése.

### Iszlám
A Korán azt parancsolja a muszlimoknak, hogy forduljanak Istenhez segítségért, útmutatásért és támogatásért. Az iszlám Istent emberi felfogáson túlmutató entitásként határozza meg  és ellenzi Istennek a teremtett lényekhez való bármilyen hasonlítását, mert ő valójában transzcendentális lény, aki túl van az emberi tapasztalásokon.
Az iszlám irányzatok, így a két fő ág, a szunnita és a síita között ebben a kérdésben komoly nézeteltérések vannak. A legtöbb szunnita hisz a személyes Istenben.

## Más nézetek
A panteizmusban és a panenteizmusban Isten nem személyes, hanem egy személytelen erő, amelyet a természettel és a világgal azonosítanak. A panteizmusban kizárólagosan immanens, a panenteizmusban egyszerre immanens és transzcendens. 

## Felmérések
A Pew Research Center 2008-as felmérése szerint az amerikai (USA) felnőttek 60%-a úgy vélte, hogy "Isten egy személy, akivel az emberek kapcsolatba léphetnek", míg 25%-uk úgy vélte, hogy "Isten egy személytelen erő". 
A Pew 2014-es felmérése szerint az amerikai (USA) felnőttek 57%-a hisz a személyes istenben. 
A National Opinion Research Center 2019-es felmérése alapján az amerikai (USA) felnőttek 77,5%-a hisz a személyes istenben. 
Általánosságban véve a modern korban, főleg Nyugaton, a személyes Istenbe vetett hit hanyatlik a személytelen erő vagy személytelen „istenibe” vetett hittel szemben. Frédéric Lenoir francia vallástörténész szerint "minél távolabb helyezik el valaki egy vallási hagyománytól, annál kevésbé hajlik arra, hogy a személyes Istenben higgyen."
A Eurobarometer 2010-es felmérése alapján az Európai Unió lakosságának 51%-a válaszolta azt, hogy hisz a személyes Istenben, míg 26%-uk azt válaszolta, hogy hisz valamiféle természetfeletti lényekben vagy magasabb rendű intelligenciában. Rajtuk túl, 20% nem hisz sem Istenben, sem más természetfeletti formákban. (A maradék nem nyilatkozott.)